# Mantelete del cañón

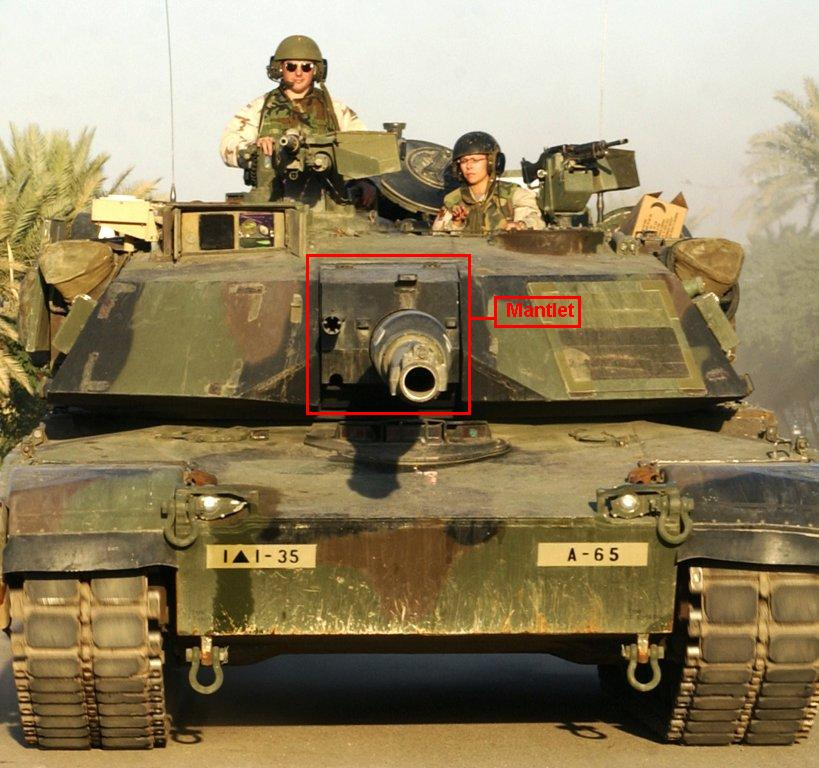
Mantelete del cañón destacado en rojo, montado en el cañón principal de un M1A1 Abrams estadounidense.

El mantelete del cañón es una lámina de blindaje o escudo adosado al cañón de un vehículo blindado de combate cuya función es proteger la abertura por la cual el tubo del cañón sobresale, ya sea desde el chasis o de la torreta. En muchos diseños de tanques durante la Segunda Guerra Mundial, el mantelete del cañón cubría tanto el cañón principal como cualquier arma coaxial, y representaba la pieza de blindaje más gruesa del vehículo.

## Galería

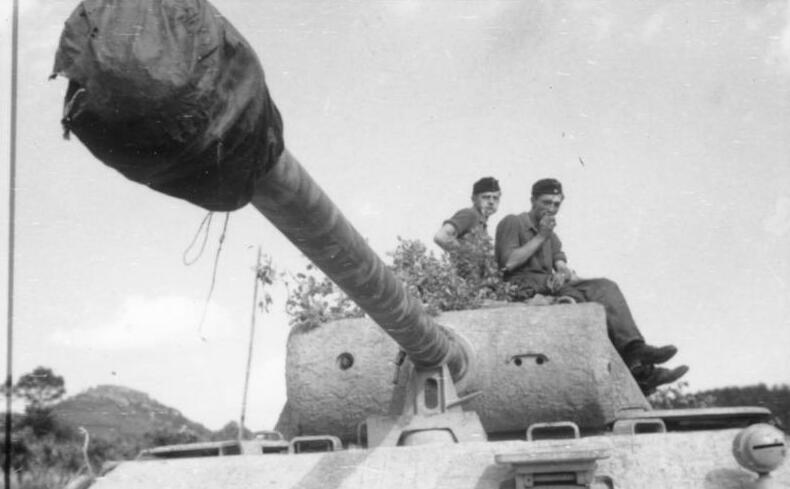
Mantelete del cañón de un Panther
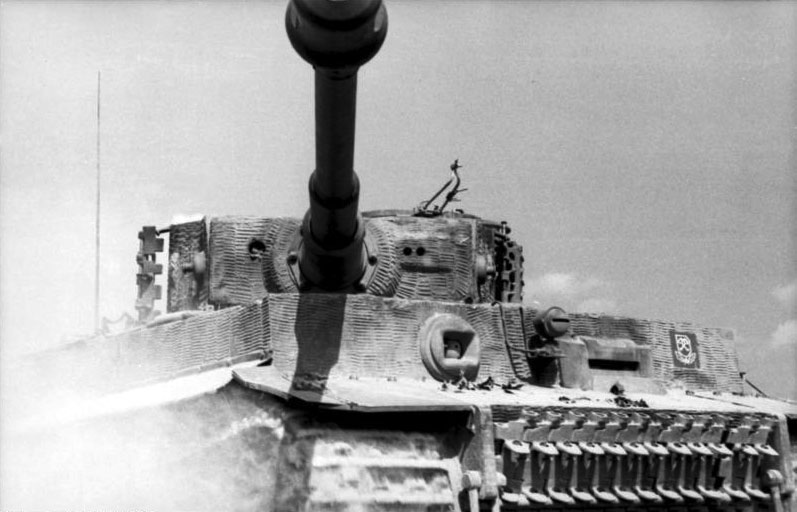
Mantelete del cañón de un Tiger
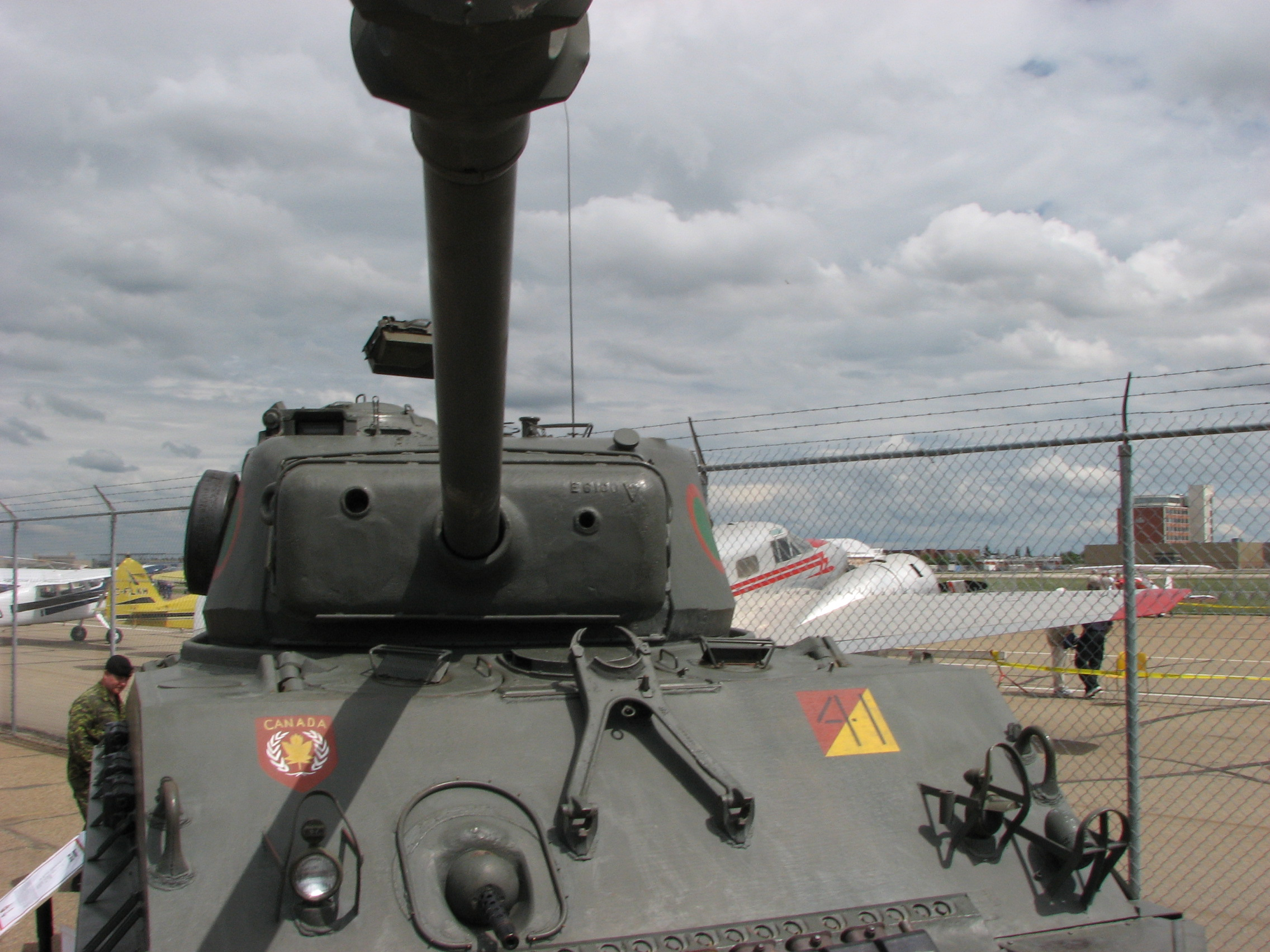
Mantelete del cañón de un M4 Sherman
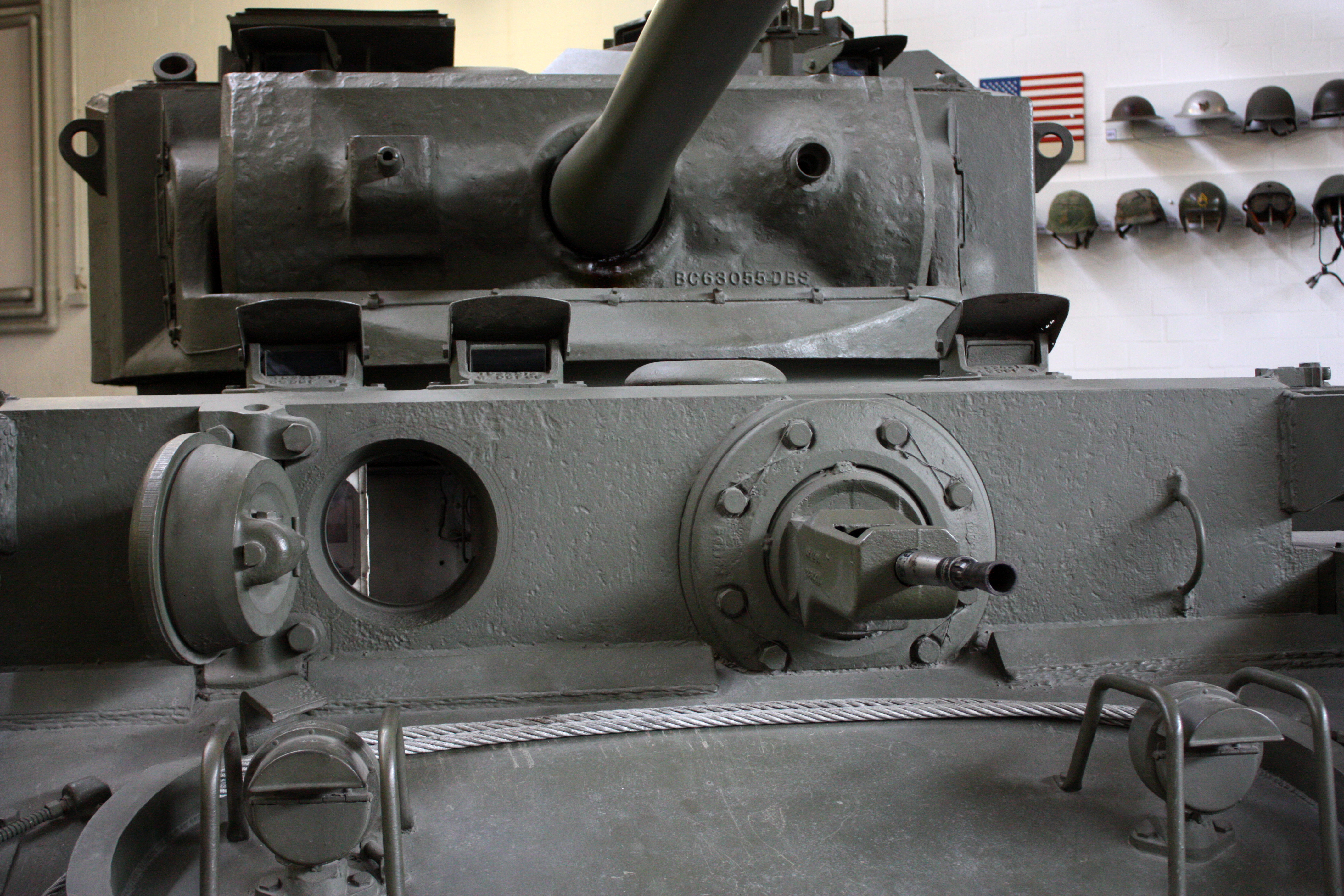
Mantelete del cañón de un A34 Comet
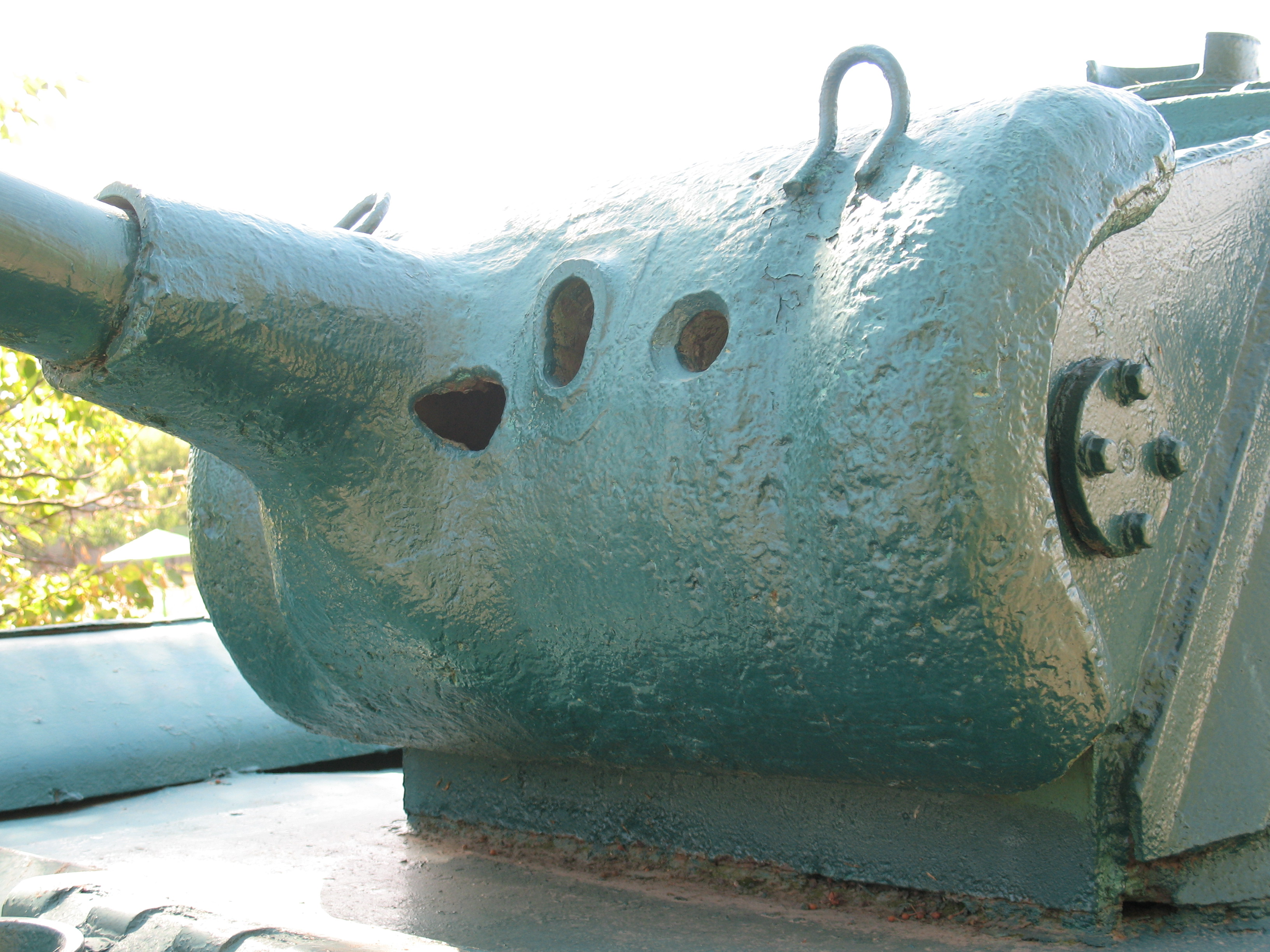
Mantelete del cañón de un T-70
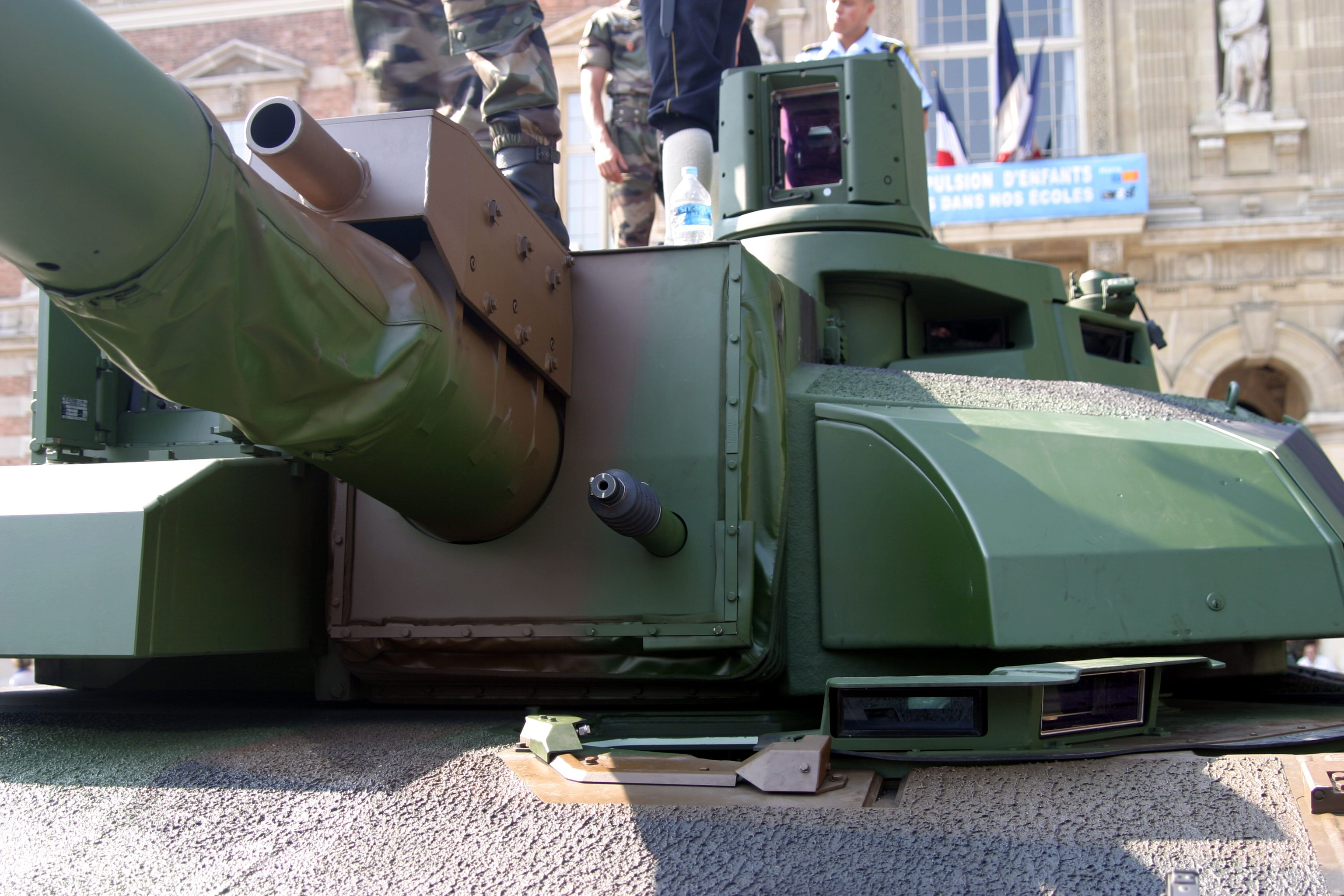
Mantelete del cañón de un AMX-56 Leclerc
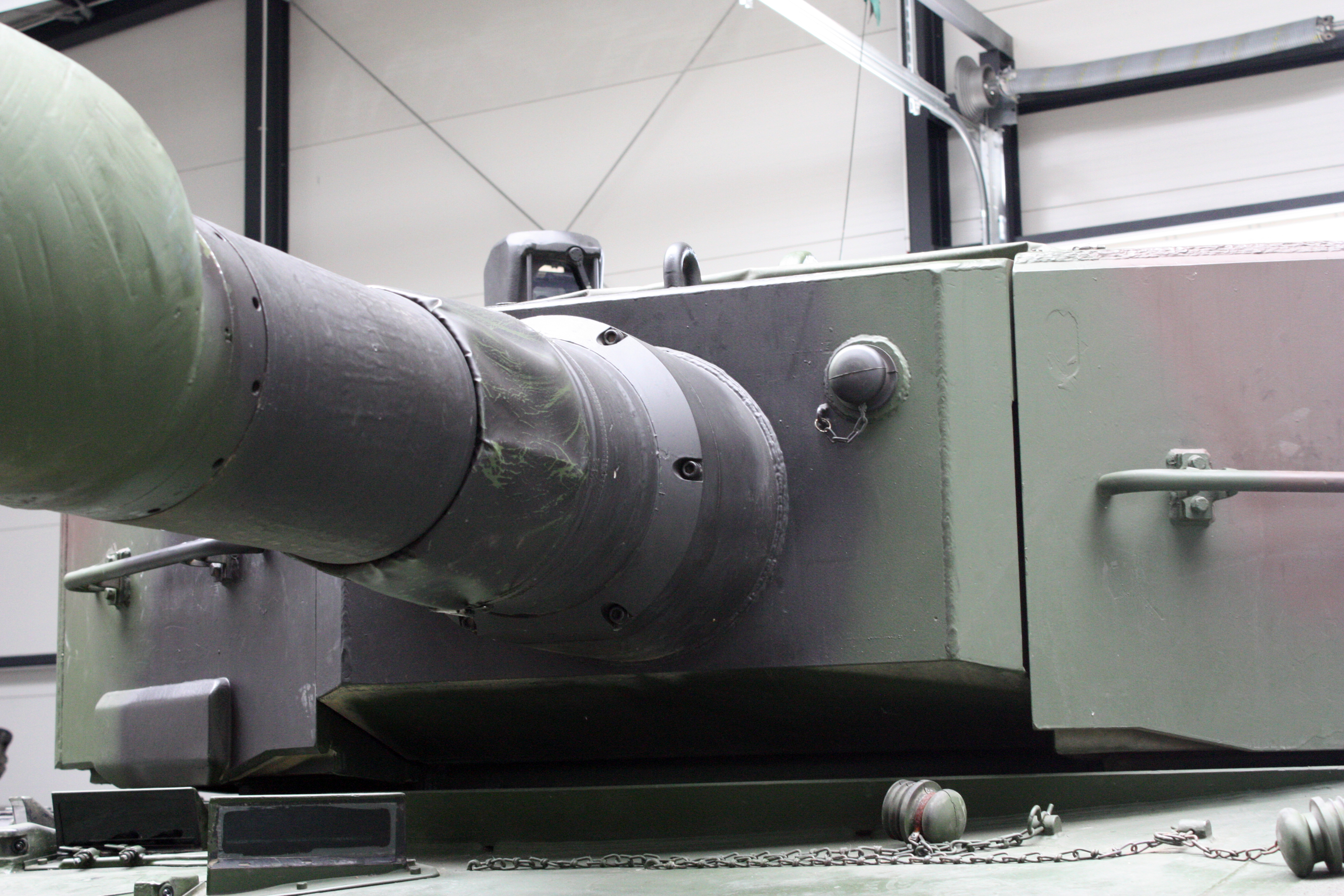
Mantelete del cañón de un Leopard 2A4
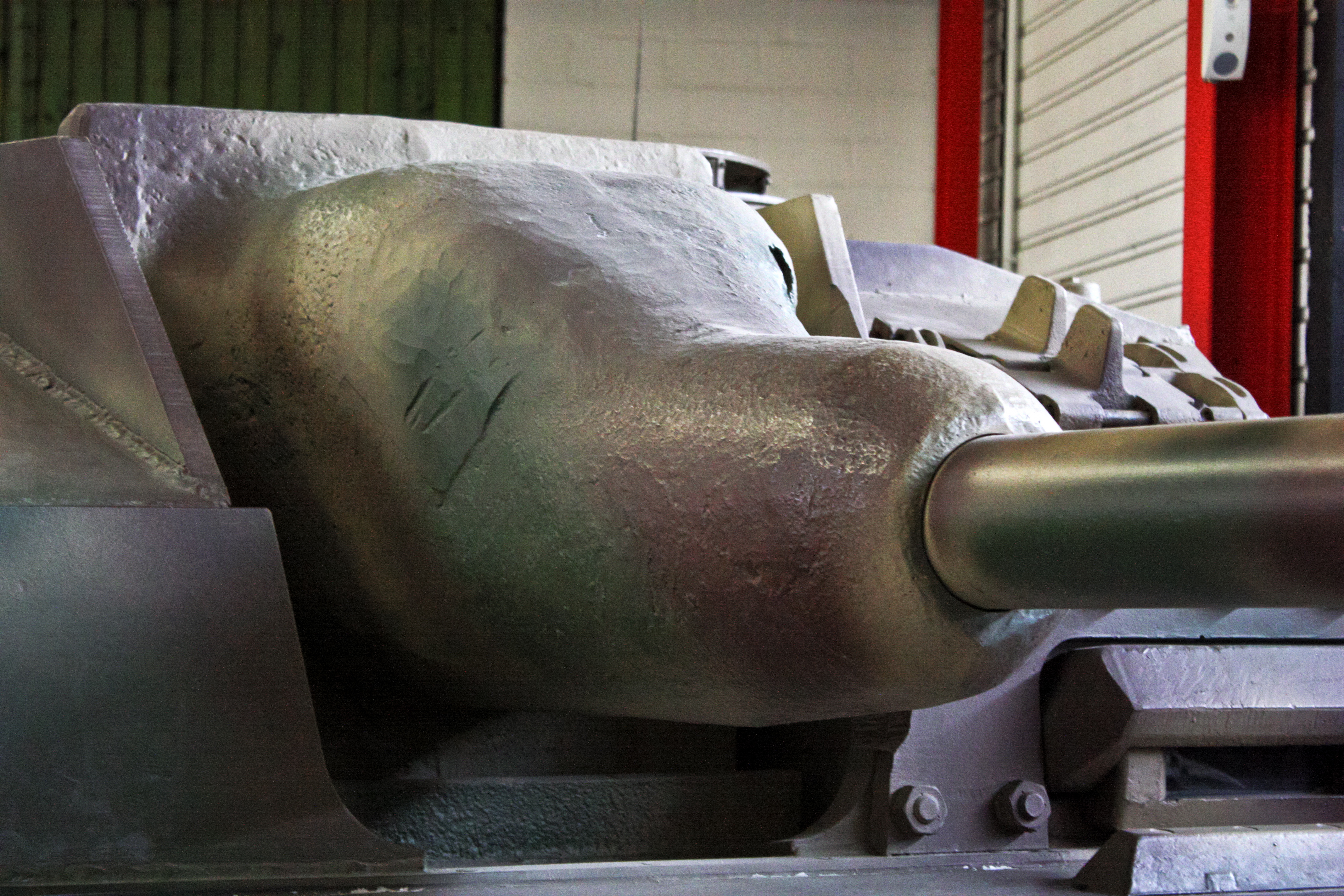
Mantelete del cañón de un StuG III
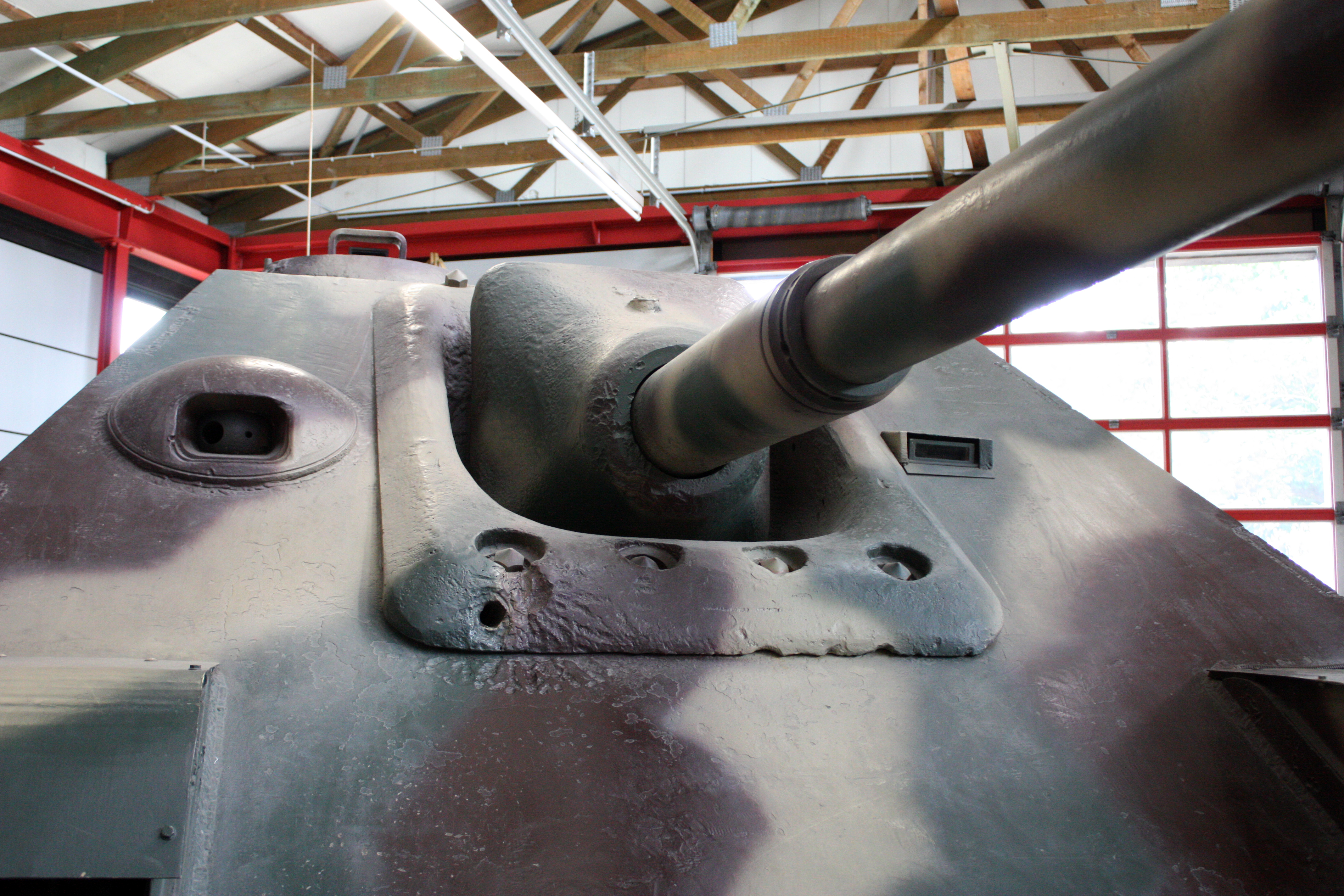
Mantelete del cañón de un Jagdpanther
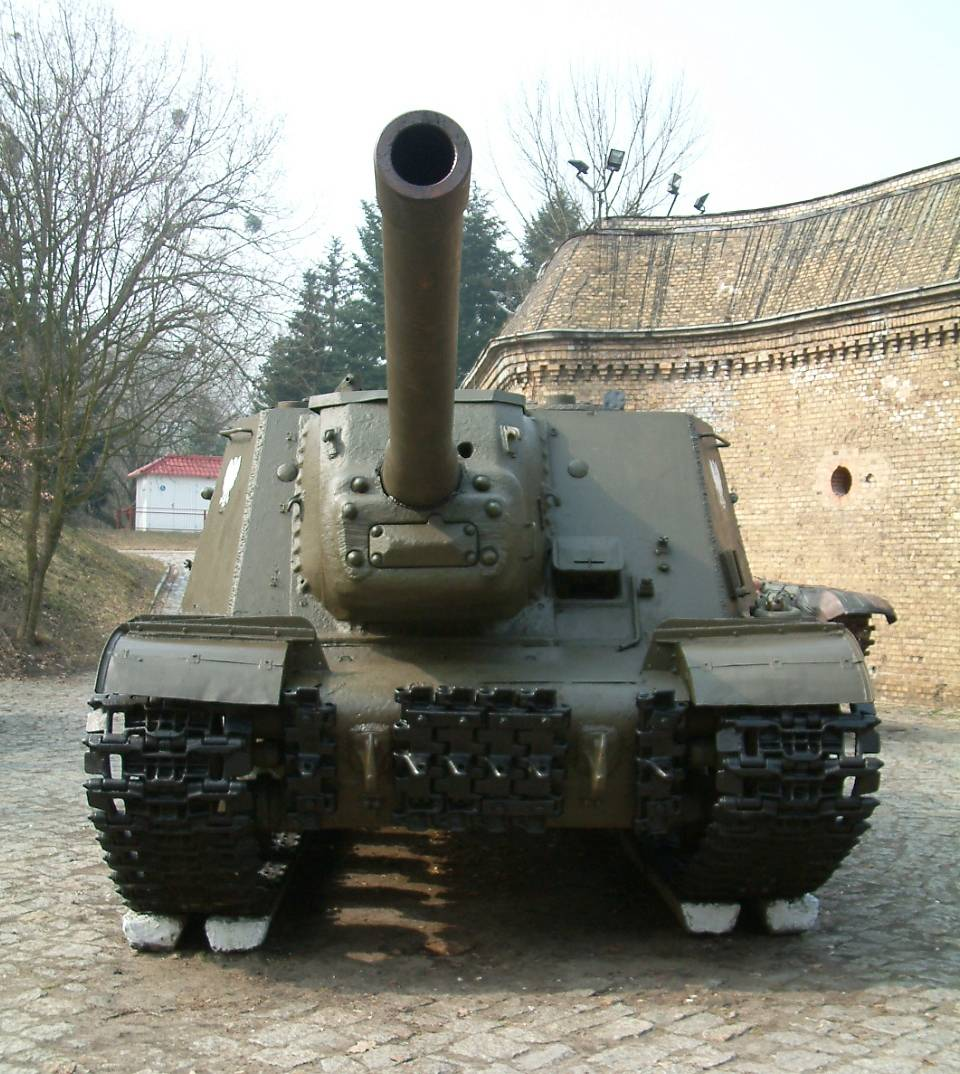
Mantelete del cañón de un ISU-122

- Datos: Q949044